# 1774
1774 (MDCCLXXIV) a fost un an obișnuit al calendarului gregorian, care a început într-o zi de vineri.

## Evenimente
- 21 iulie: Este semnat Tratatul de la Kuciuk-Kainargi (actualul Kainardja, în Bulgaria) între Imperiul Rus și Imperiul Otoman, după înfrângerea otomanilor în Războiul din 1768-1774.

## Arte, știință, literatură și filozofie
- Johann Elert Bode începe să publice Astronomische Jahrbuch („Anuar astronomic”).

## Nașteri
- 18 noiembrie: Wilhelmine a Prusiei, soția regelui William I al Olandei (d. 1837)

## Decese
- 21 ianuarie: Mustafa al III-lea, 56 ani, sultan al Imperiului otoman (n. 1717)
- 13 februarie: Charles Marie de La Condamine, 73 ani, explorator, geograf și matematician francez (n. 1701)
- 25 martie: Caroline de Nassau-Saarbrücken, 69 ani, contesă palatină de Zweibrücken (n. 1704)
- 30 martie: Caroline de Zweibrücken (n. Henriette Caroline Christiane Louise), 53 ani, soția Landgrafului de Hesse-Darmstadt (n. 1721)
- 4 aprilie: Oliver Goldsmith, 45 ani, scriitor și medic irlandez (n. 1728)
- 4 mai: Anton Ulrich de Brunswick, 59 ani, duce de Brunswick-Wolfenbüttel (n. 1714)
- 10 mai: Regele Ludovic al XV-lea al Franței, 64 ani (n. 1710)
- 13 iulie: Otto von Münchhausen, 58 ani, botanist german (n. 1716)
- 22 septembrie: Papa Clement al XIV-lea (n. Gian Vincenzo Antonio Ganganelli), 68 ani (n. 1705)
- 25 noiembrie: Henry Baker, 76 ani, naturalist englez (n. 1698)